# Бошковићи (Лакташи)
Бошковићи су насељено мјесто на подручју града Лакташи, Република Српска, БиХ. Према попису становништва из 1991. у насељу је живјело 403 становника.

## Становништво
| Демографија | Демографија | Демографија |
| Година      | Становника  | Становника  |
| ----------- | ----------- | ----------- |
| 1948.       | 464         |             |
| 1953.       | 443         |             |
| 1961.       | 421         |             |
| 1971.       | 417         |             |
| 1981.       | 408         |             |
| 1991.       | 401         |             |